# DB V 200 sorozat

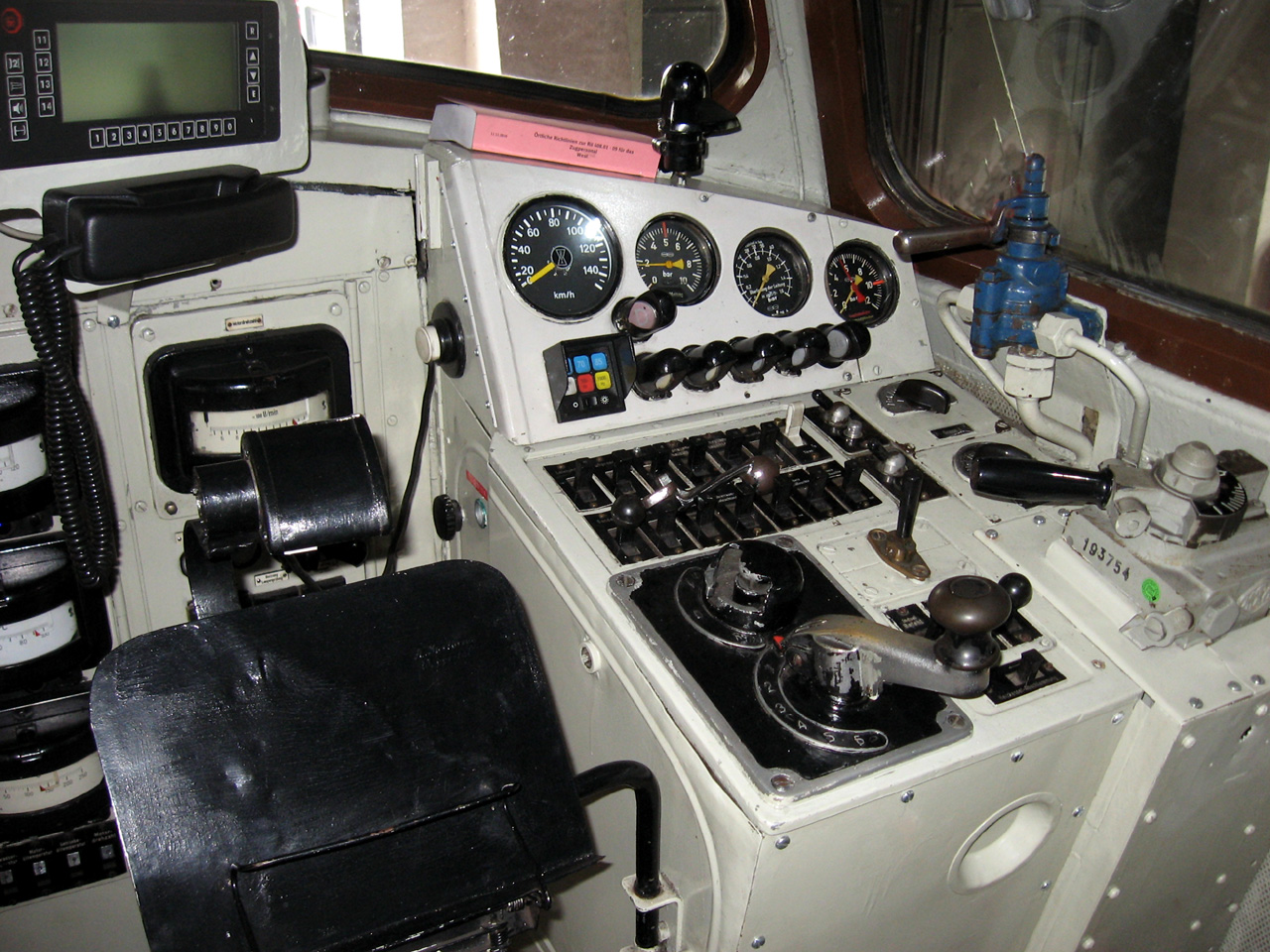
Vezetőállás

A Deutsche Bundesbahn B' B' tengelyelrendezésű V 200-as mozdonya volt az első dízel-hidraulikus gyorsvonati mozdony Németországban. A Krauss-Maffei és a MaK gyártotta 1953 és 1958 között. Összesen 86 db készült a sorozatból. Svájcban mint SBB Am 4/4 sorozat közlekedett.